# Бродбак
Бродбак (на английски: Broadback River) е река в Източна Канада, западната част на провинции Квебек, вливаща се от изток в залива Рупърт, южната част на залива Джеймс, южната част на Хъдсъновия залив. Дължината ѝ от 450 км ѝ отрежда 80-о място сред реките на Канада.

## Географска характеристика

### Извор, течение, устие
Река Бродбак изтича от малкото езеро Фроте (на 378 м н.в.), разположено в централната част на провинция Квебек, на 95 км северно от миньорския град Шибугамо и на 55 км на запад от езерото Мистасини. В горното си течение реката преминава през множество проточни езера (Тройлъс, Чениапискау и др.), бързеи, прагове (Каркажу) и водопади (Коне), като прави големи завои във всички посоки. След изтичането си от езерото Чениапискау се насочва на запад и след около 150 км навлиза в езерото Еванс (232 м н.в.). Изтича от езерото на север, прави завой на запад и се влива в източната част на Рупърт, южната част на залива Джеймс, южната част на Хъдсъновия залив, в непосредствена близост до устието на река Нотавай. В този последен участък от течението ѝ по реката също има множество прагове (Какусашечун) и водопади (Бърн Хил, Кависипапачипискаш, Тупатукаси и др.).

### Водосборен басейн
Площта на водосборния басейн на реката е 20 800 km2, като на север граничи с басейна на река Рупърт, а на юг – с водосборния басейн на река Нотавай.
През втората половина на 20 век за Бродбак, заедно с реките Нотавай и Рупърт е изработен проект за строителство на каскади от язовири. През 1972 г. обаче започва изграждането на хидроенергийни съоръжения на по-северните реки Ла Гранд и Истмейн и проекта NBR (Нотавай-Бродбак-Рупърт) е изоставен.

### Хидроложки показатели
Многогодишният среден дебит в устието на Бродбак е 350 m3/s. Максималният отток на реката е през май и юни, а минималния през февруари-март. Снежно-дъждовно подхранване. От ноември до края на април-началото на май реката замръзва.